# Paris-Charles de Gaulles flygplats
Paris-Charles de Gaulles flygplats (IATA: CDG, ICAO: LFPG) (franska: Aéroport Paris-Charles de Gaulle), internationellt även känd som Roissy-flygplatsen (eller bara Roissy på franska) är en flygplats i Paris, Frankrike. Den är Europas tredje största flygplats mätt i antal passagerare (efter London-Heathrows flygplats och Istanbuls flygplats) men Europas största mätt i antal flygplan som landar och lyfter från flygplatsen samt när det gäller mängden ankommande gods. Varje år flyger runt 70 miljoner passagerare till eller från CDG. Rekord i antal passagerare var 2019 med 76 miljoner men år 2024 var antalet 70 miljoner och därmed 11 största flygplatsen i världen. CDG har direktförbindelse med Landvetter och Arlanda i Sverige. Den är nav för Air France och de flesta större flygbolag i världen har förbindelse med CDG. CDG har rykte om sig att vara en rörig flygplats med tidskrävande förflyttningar mellan de tre terminalerna, där terminal 2 består av 7 "hallar". Flygplatsen används huvudsakligen för utrikestrafik. Inrikestrafiken går i hög grad från Paris-Orly flygplatsen.

## Historia
Planerna och bygget av vad som då kallades Aéroport de Paris Nord (Paris norra flygplats) inleddes 1966. Åtta år senare den 8 mars 1974 öppnade till slut flygplatsen, som efter de Gaulles död 1970 bytt namn till Aéroport Charles de Gaulle. För designen av den cirkulära terminal 1 stod den franska arkitekten Paul Andreu.

Bygget av terminal 2 inleddes 1973 alltså innan terminal 1 var färdigbyggd. Tre år senare 1976 skedde två stora historiska händelser, det första Concordeplanet gör sin första kommersiella resa från flygplatsen samt att stationen för RER-pendeltågen står färdig.

### Mehran Karimi Nasseri
Mehran Karimi Nasseri var en man som anlände till flygplatsen på terminal 1 8 augusti 1988, och blev kvar till 2006. Han hade fått uppehållstillstånd som flykting i Belgien 1980 men förlorade sina papper på flygplatsen.

## Terminaler
- Terminal 1
- Terminal 2A
- Hall K i Terminal 2E
- Hall M i Terminal 2E
- Terminal 2F
- Terminal 2G

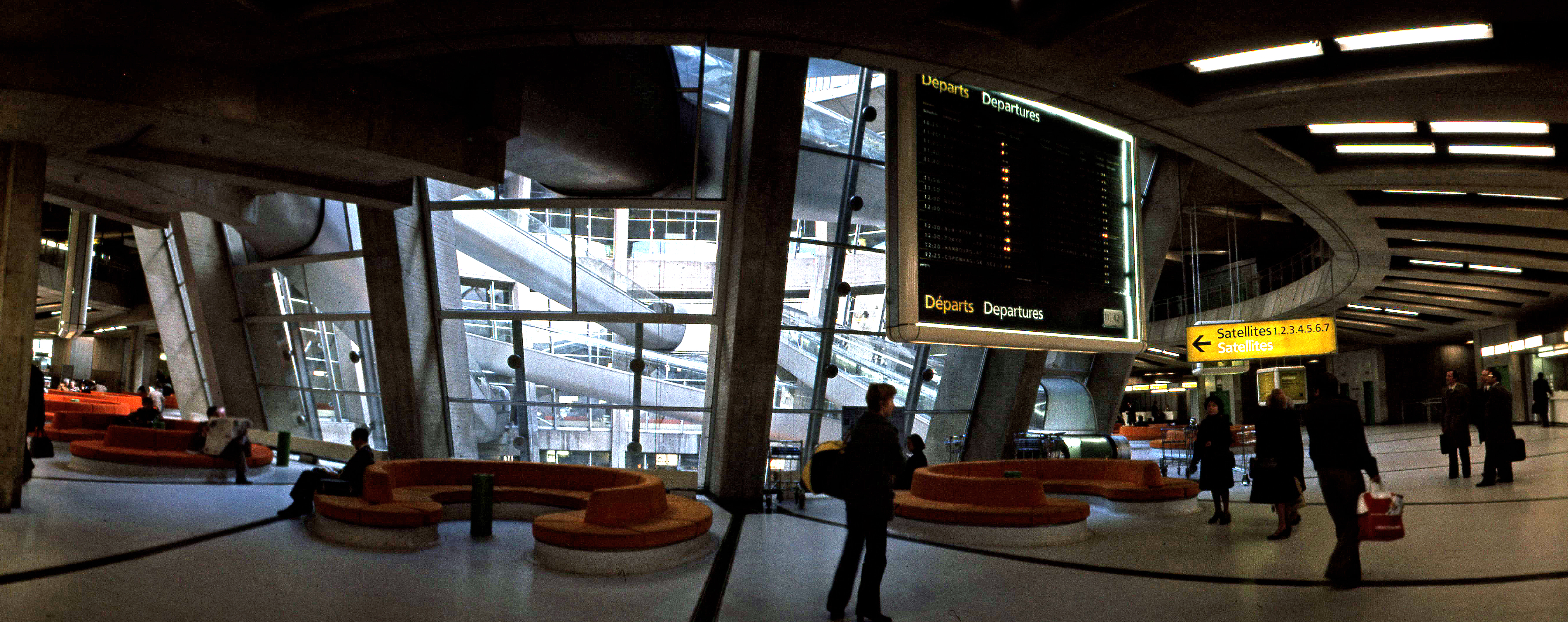
Terminal 1
  - Själva utgångarna ligger i sju "satelliter" förbundna med underjordiska gångar. SAS och Star Alliance använder denna terminal som är den äldsta.
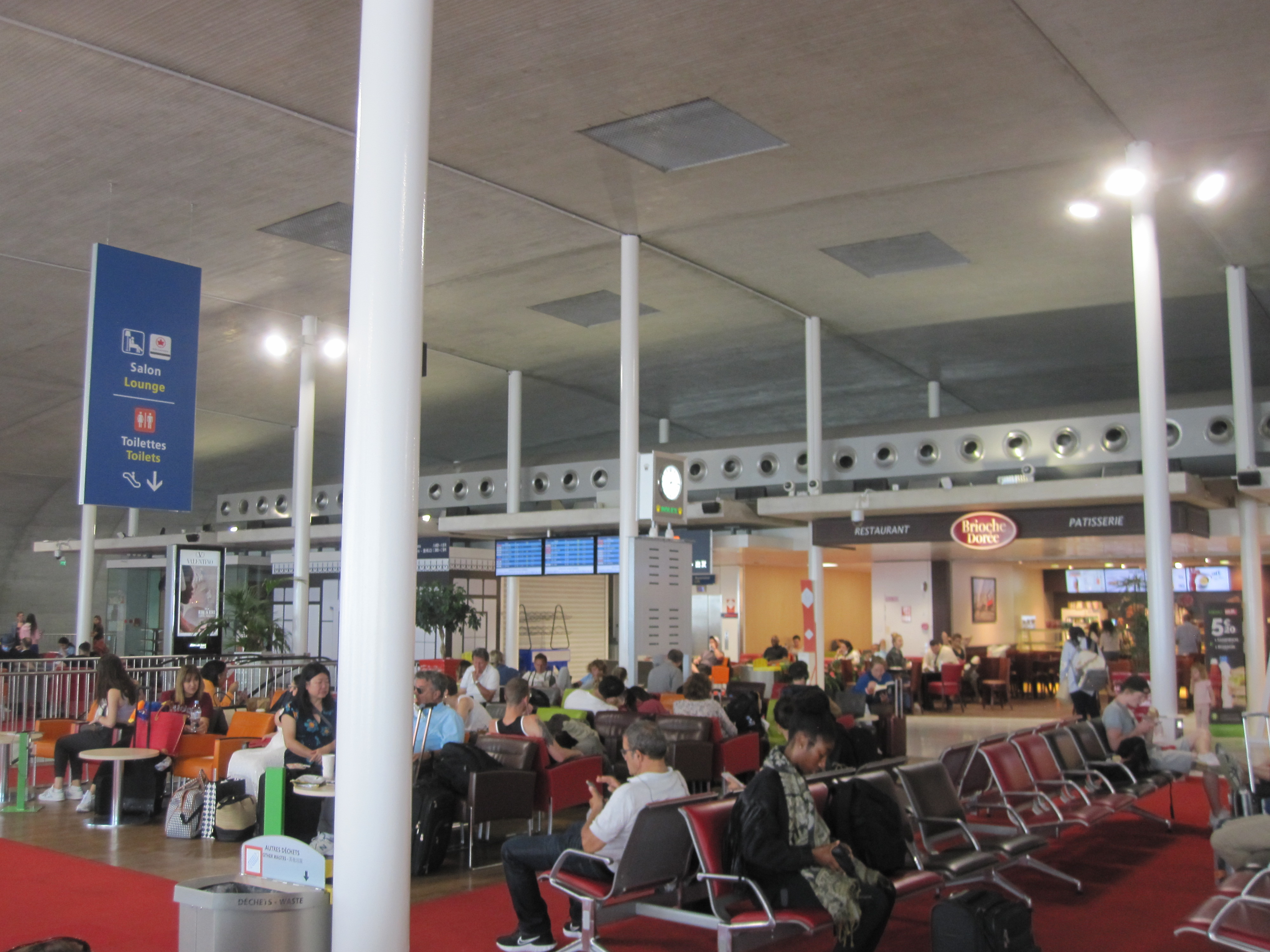
Terminal 2
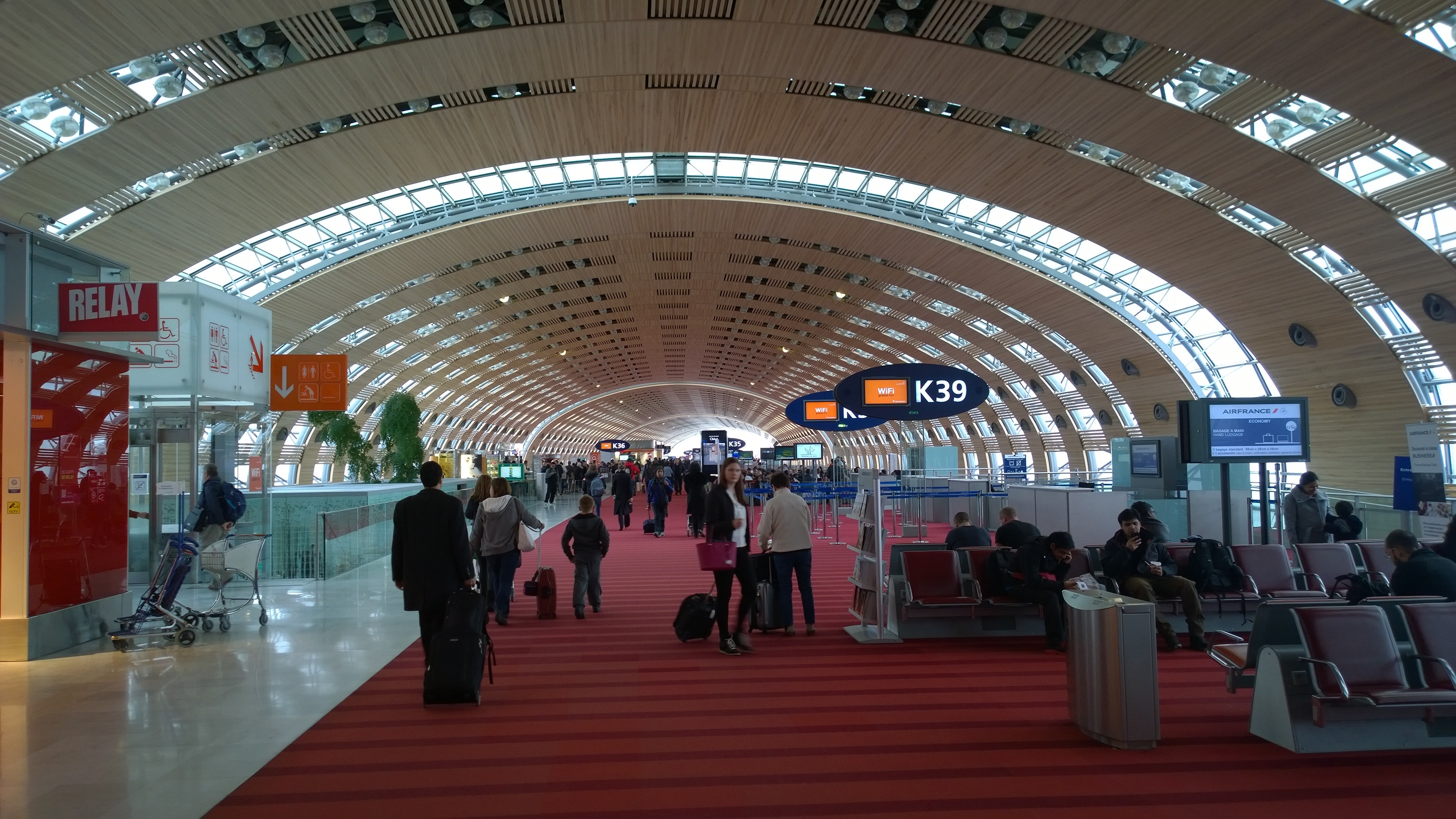
Hall K i Terminal 2E
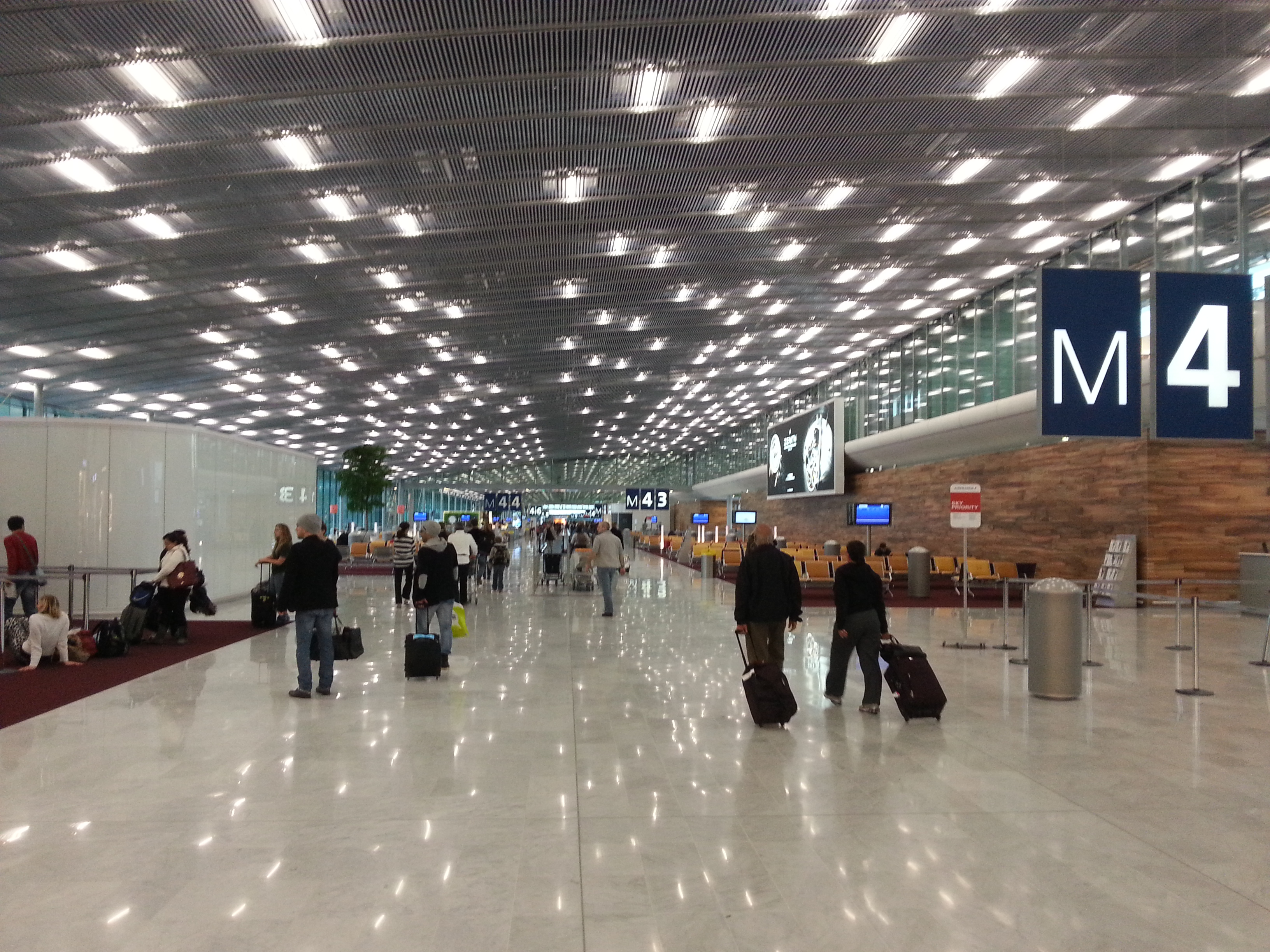
Hall M i Terminal 2E
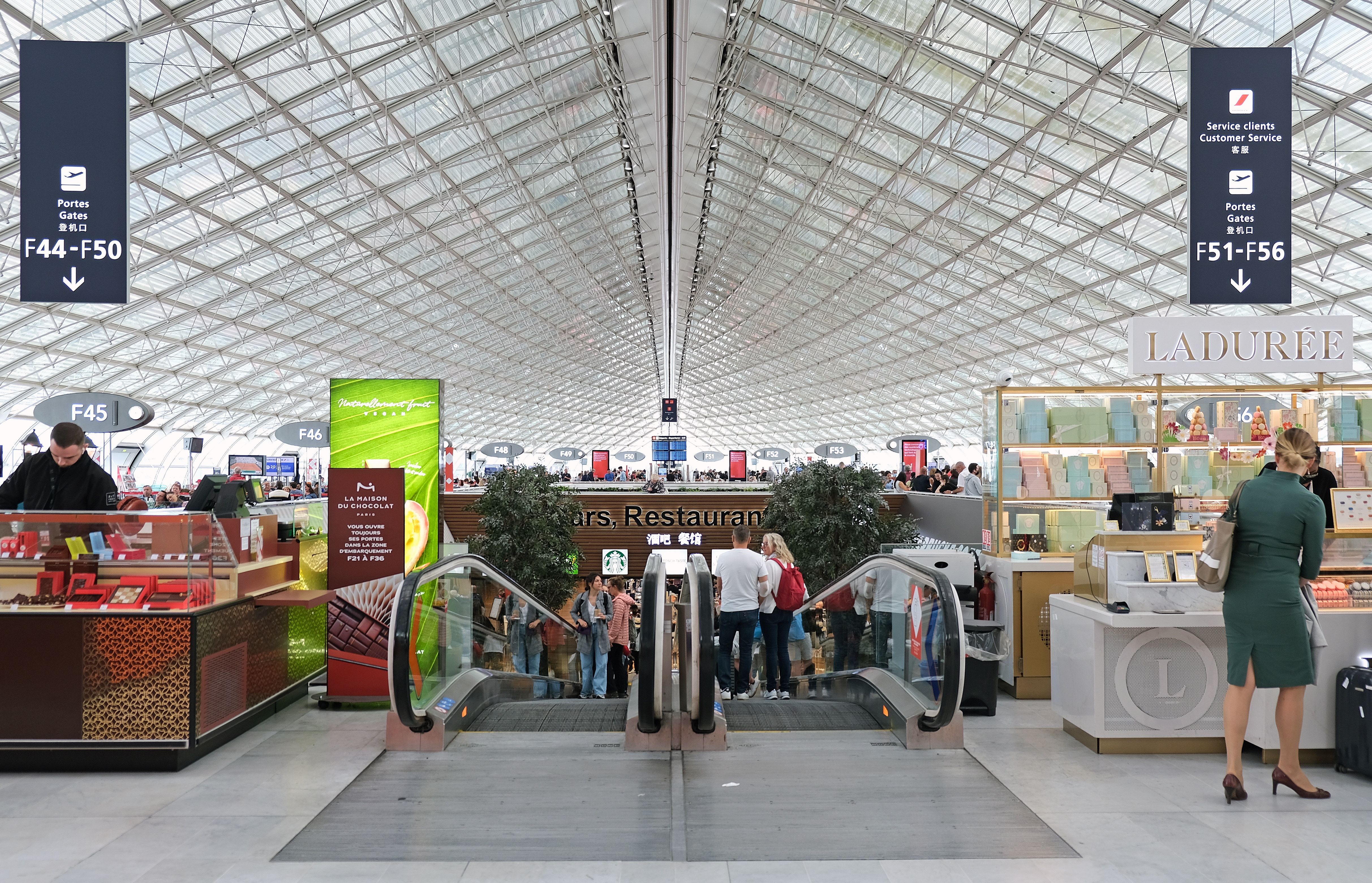
Terminal 2F
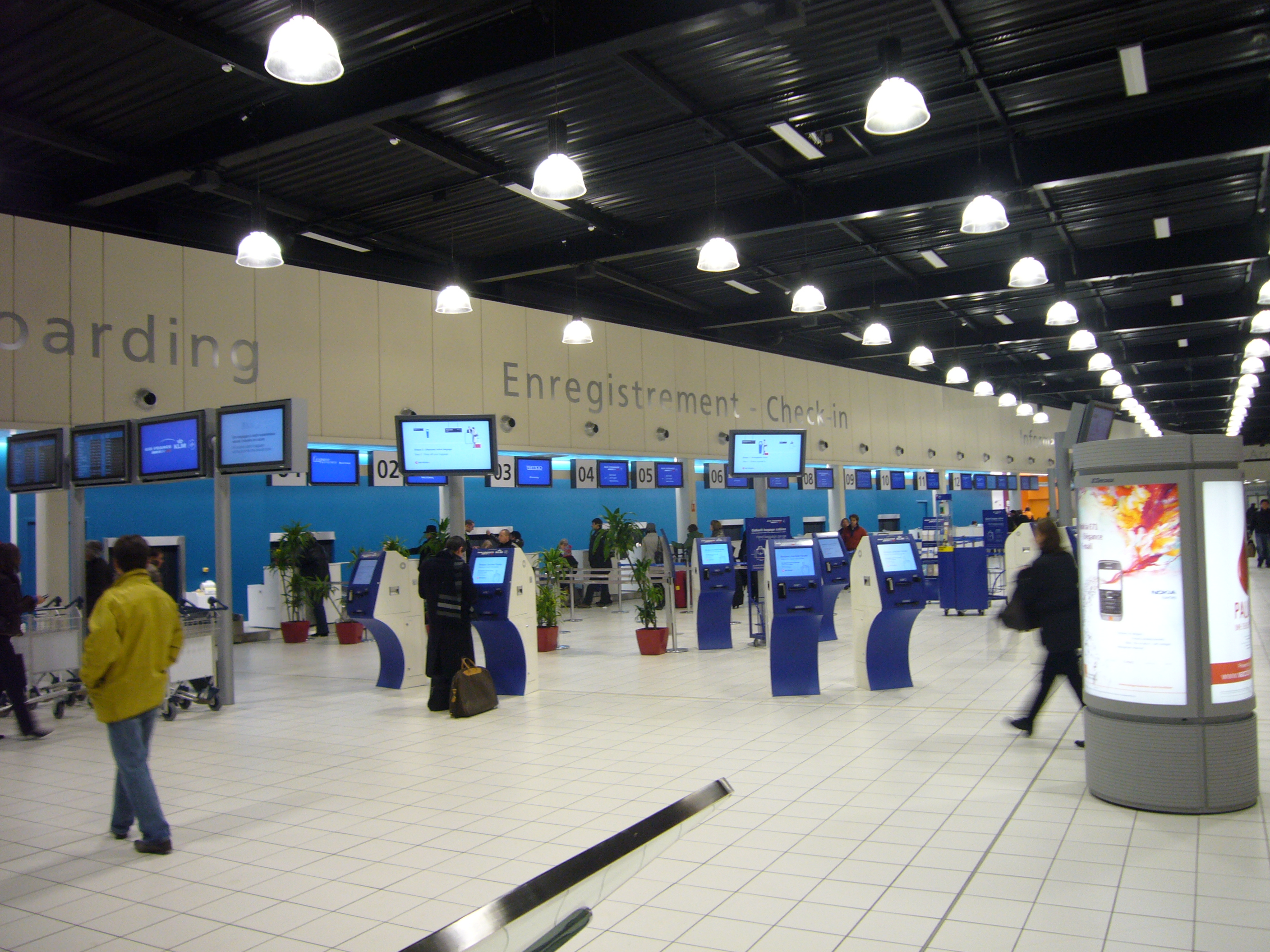
Terminal 2G
  - Den består av sju hallar, egentligen separata terminaler. Air France och SkyTeam använder 2E, 2F och 2G.
  - Terminal 2A
  - Terminal 2B
  - Terminal 2C
  - Terminal 2D
  - Terminal 2E, Air France flyger sina långflygningar härifrån. Terminalen består av tre avgångshallar, hall K, L och M. I maj 2004 rasade den nybyggda terminal 2E samman och fyra människor avled. Den har nu åter byggts upp.
  - Terminal 2F, Air France samt Joon flyger sina europeiska rutter härifrån.
  - Terminal 2G, som ligger helt separat, med busstransfer med resten av terminal 2 (Flygen till Göteborg och flyg till andra mindre städer inom-Schengen avgår härifrån).
- Terminal 3
  - Mest charter och lågpris. Buss mellan terminal och planen.

## Statistik
Sökfråga på wikidata efter rådata.

## Interntransport
Terminalerna 1-3 förbinds med CDGVAL, en automatkörd bana som liknar metro. Vid terminal 2 ansluter banan vid en plats mellan 2C, 2D, 2E och 2F. Därifrån är det 500 meter gångväg till 2A och 2B; det går även en internbuss. Till 2G går internbuss (minst 2 km); det går även att åka bil eller taxi dit. Till terminal 3 är det 300–400 meter gångväg från CDGVAL.
För att komma till eller från terminal 2E och 2F går det att gå endast till/från avgångshallarna K och L. Till hall M går bussar.

## Järnvägsstationer
Vid terminal 2C, 2D, 2E och 2F ligger järnvägsstationen Aéroport Paris-Charles-de-Gaulle 2 från 1994, där det finns TGV fjärrtåg och RER pendeltåg med förbindelser till Paris. Vid terminal 3 finns ytterligare en station Aéroport Paris-Charles-de-Gaulle 1 från 1976, dock runt 400 m gångavstånd. Denna station är endast för Paris pendeltåg RER och har också förbindelser med centrala Paris.
Inrikestrafiken går snarare från Paris-Orly flygplats än från Charles de Gaulle. För att ta sig mellan flygplatserna kan man använda RER pendeltåg. Det tar cirka en timme plus väntetid och gångtid.

## Galleri

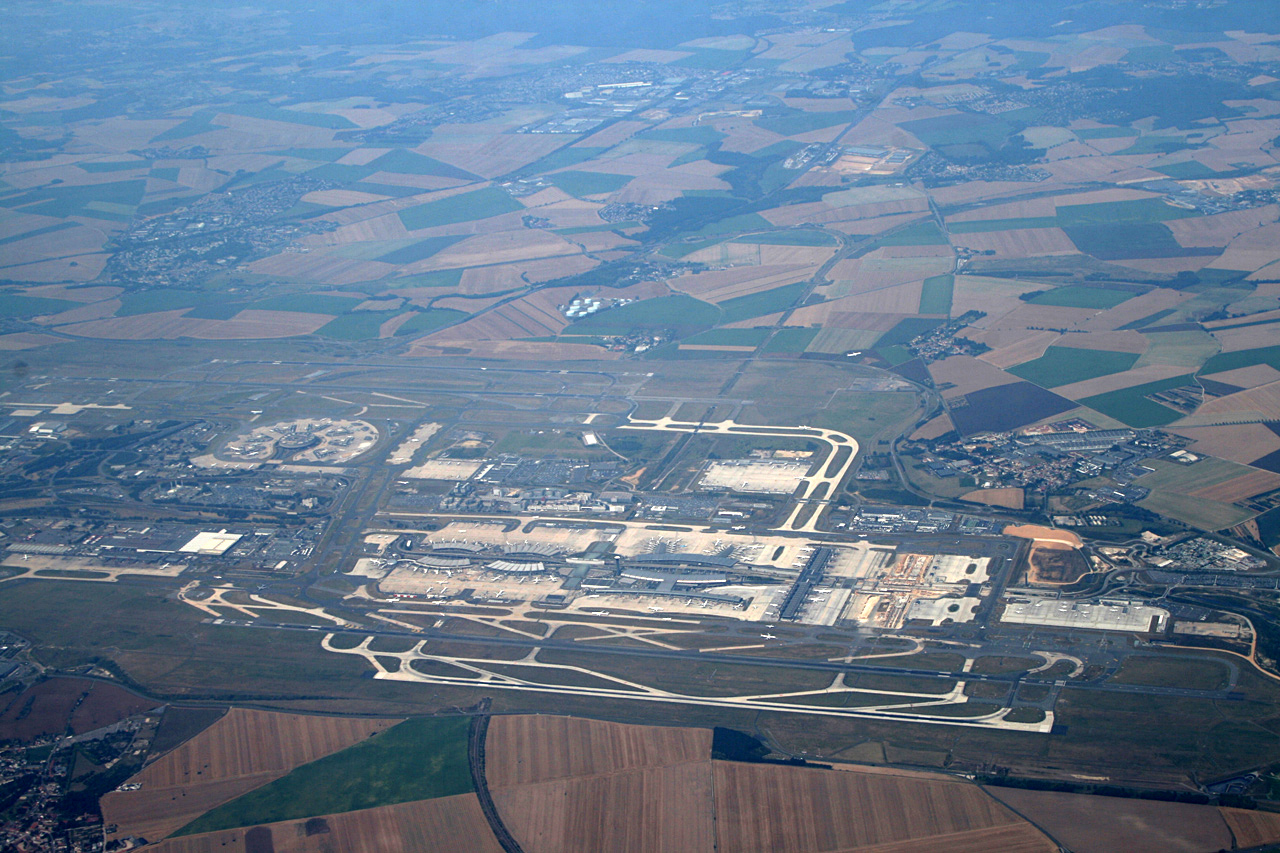
Flygplatsen ovanifrån
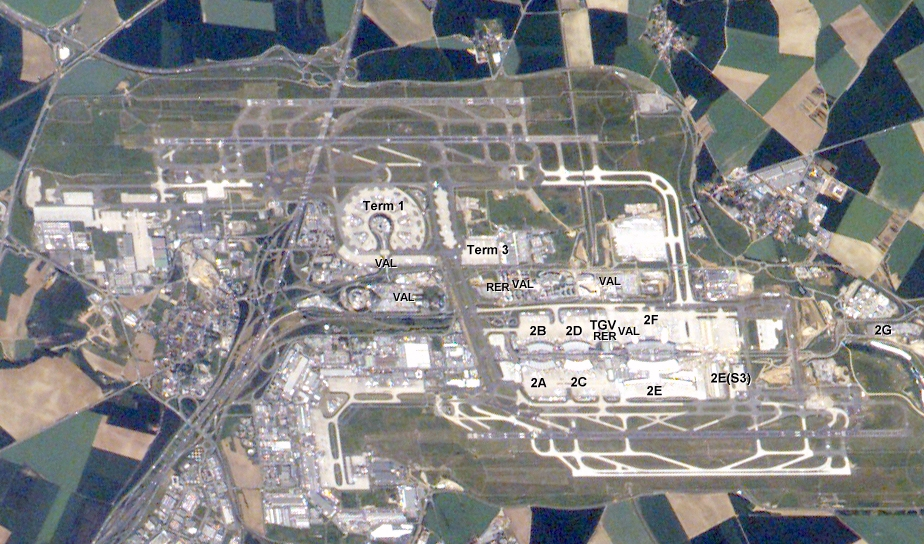
Foto med terminalnamn och järnvägsstationer markerade
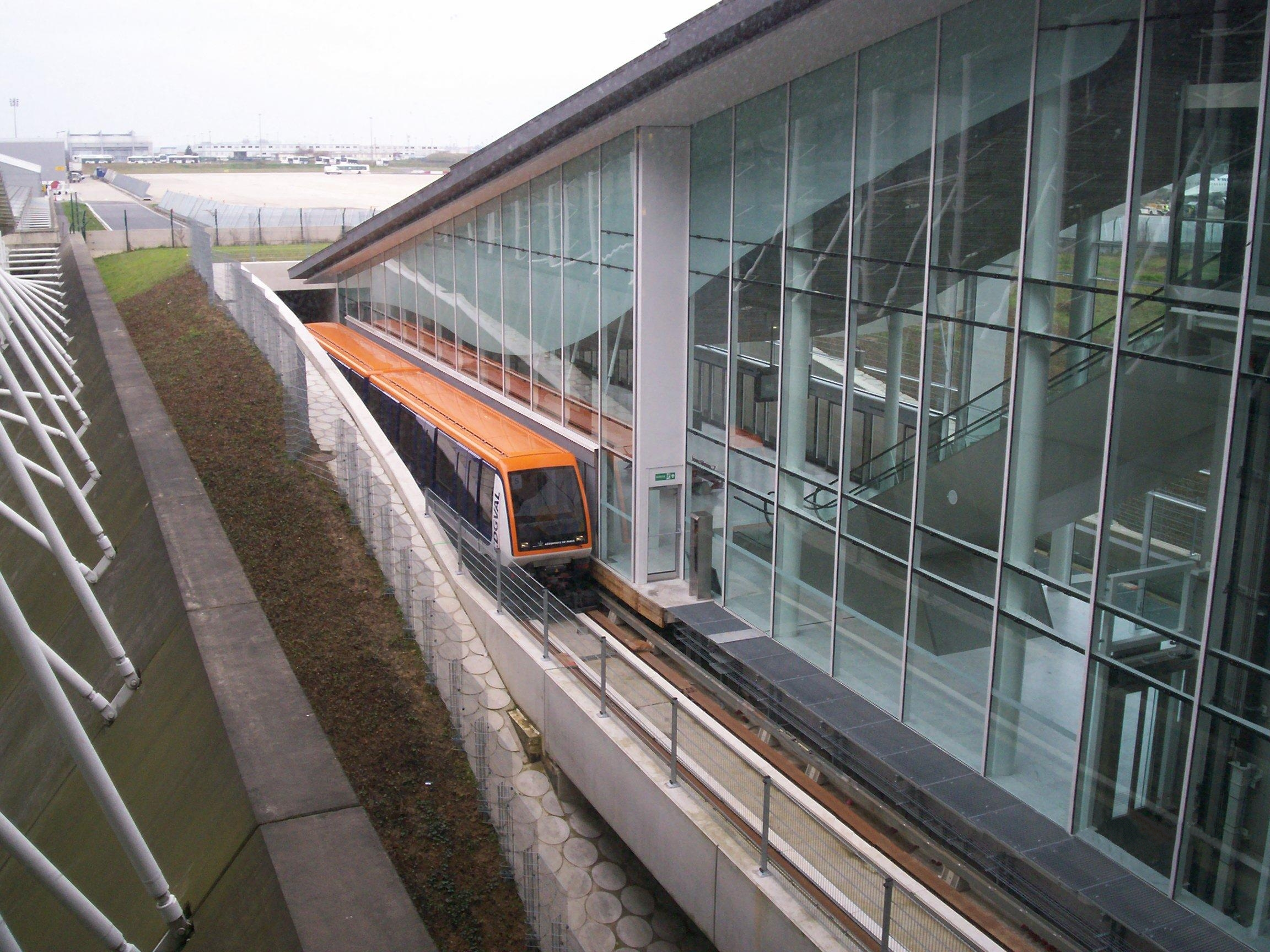
Automatiska tåget CDGVAL som går gratis mellan terminal 1,2,3.
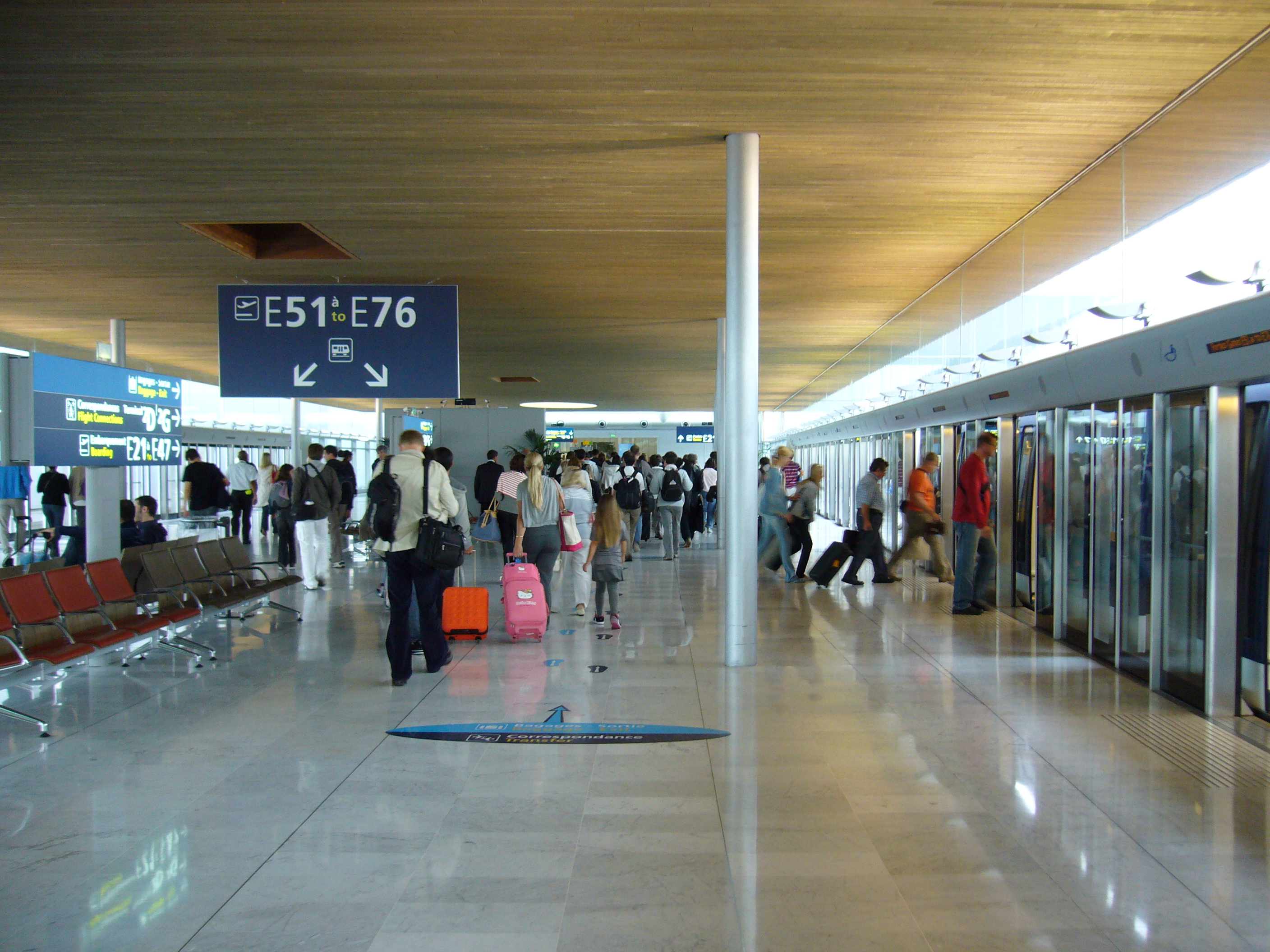
Automatiska tåget CDGVAL 2 trafikerar gaterna K,L,M